# Aser Estévez
Pour les articles homonymes, voir Estévez.
Estévez  Cividades est un nom espagnol. Le premier nom de famille, en général paternel, est Estévez ; le second, en général maternel, souvent omis, est Cividades.
Aser Estévez Cividades (né le 29 juillet 1988 à A Guarda en Galice) est un coureur cycliste espagnol.

## Biographie
En 2009, il se distingue en remportant des étapes au Tour de Galice, à la Volta a Portugal do Futuro ou au Tour de Madère. Il devient également champion d'Espagne du contre-la-montre espoirs. 
En 2010, il est stagiaire à partir du mois d'août dans l'équipe professionnelle Xacobeo Galicia. L'équipe est cependant dissoute à l'issue de cette saison.

## Palmarès
- 2007
  - 5eb étape du Tour de Madère (contre-la-montre)
- 2008
  - Grand Prix de la ville de Vigo
- 2009
  -  Champion d'Espagne du contre-la-montre espoirs
  - 5e étape du Tour de Galice
  - Prologue du Tour du Portugal de l'Avenir
  - 7e étape du Tour de Madère
  - 2e du Tour de Madère
- 2010
  - Champion de Galice du contre-la-montre espoirs
- 2011
  - Champion de Galice sur route
  - Champion de Galice du contre-la-montre
- 2012
  - 3e de la Clásica de Pascua
- 2013
  - Champion de Galice du contre-la-montre
  - Trofeo da Ascensión
- 2014
  - Champion de Galice du contre-la-montre
  - Cronoescalada a San Roque
  - Grand Prix de la ville de Vigo II
- 2015
  - Champion de Galice sur route
  - Champion de Galice du contre-la-montre
  - 3e du Mémorial Juan Manuel Santisteban
  - 3e du Grand Prix de la ville de Vigo I
- 2016
  - Champion de Galice du contre-la-montre
  - Volta ao Ribeiro
  - Trofeo San Juan y San Pedro
  - Circuit Festas de Lousada
  - Grand Prix de la ville de Vigo I
  - 2e du championnat d'Espagne du contre-la-montre amateurs
  - 2e du Tour de Ségovie
  - 3e du Grand Prix de la ville de Vigo II
- 2017
  - Champion de Galice du contre-la-montre
  - 3e du Trofeo Olías Industrial
  - 3e du Tour d'Ávila
  - 3e du Grand Prix de la ville de Vigo II
- 2018
  - Champion de Galice du contre-la-montre
  - Quatre Jours d'Ourense :
    - Classement général
    - 1re et 2e étapes

  - Desafío Talaso Atlántico
  - 2e de la Volta ao Ribeiro
- 2021
  - 2e du championnat de Galice du contre-la-montre
- 2022
  - 3e du Circuito Nuestra Señora del Portal